# 小行星1261
小行星1261（1261 Legia）是一颗围绕太阳公转的小行星。1933年3月23日，歐仁·約瑟夫·德爾波特在于克勒发现了此天体。
該小行星以比利時的城市列日命名。
这颗小行星的绝对星等为104.9793332539186等。